# 용수철감자
용수철감자(영어: curly fries)는 둥글게 말리는 나선 모양으로 썬 감자 튀김이다.

## 사진

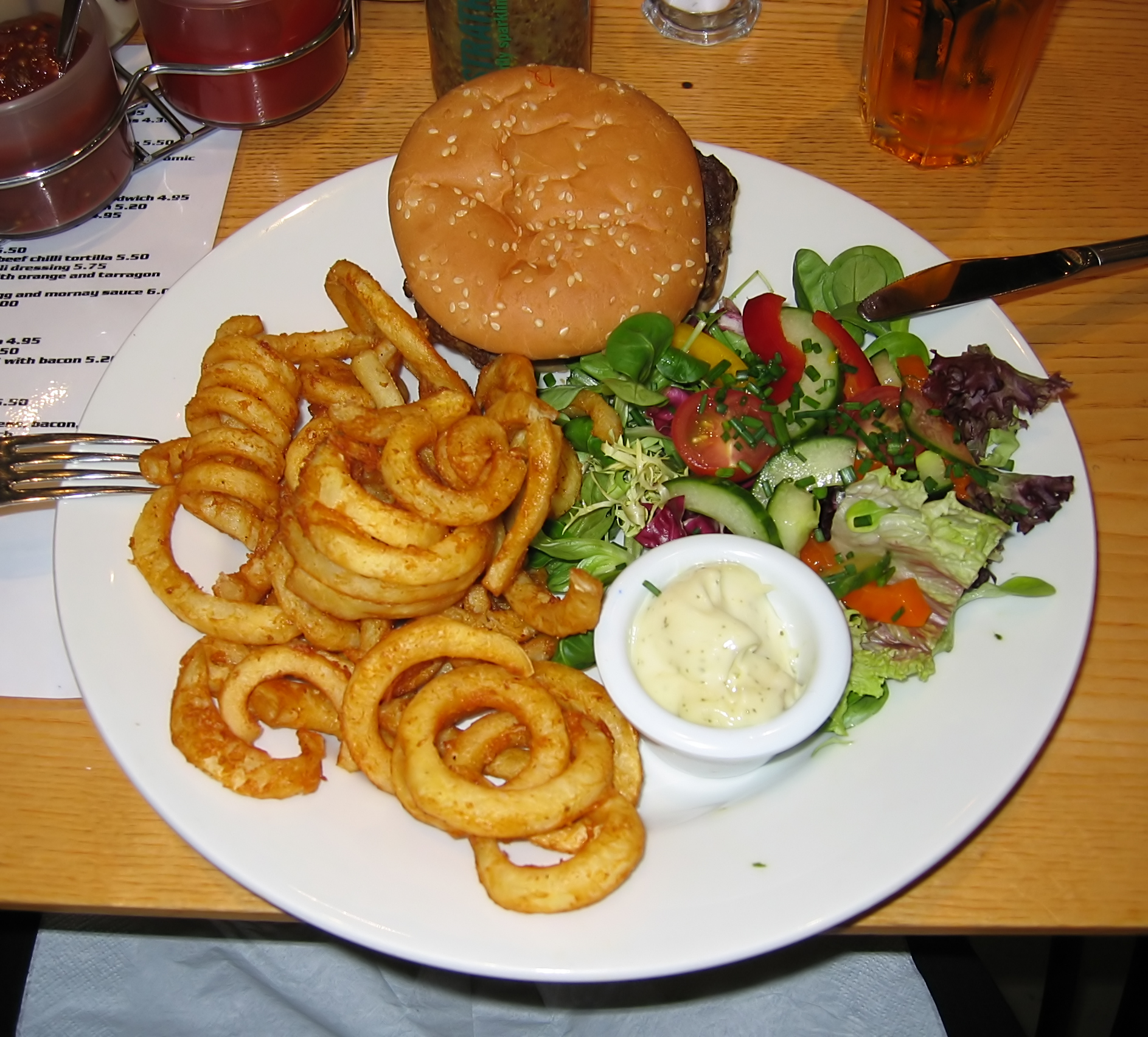
햄버거와 용수철감자 세트

## 같이 보기
- 막대감자
- 벌집감자
- 웨지감자
- 주름감자